# 虹彩
虹彩（こうさい、英: Iris）は、脊椎動物及び軟体動物頭足類の目において、角膜と水晶体の間にある薄い膜のことである。瞳孔の大きさを調節して網膜に入る光の量を調節する役割を持つ。瞳孔がカメラの絞りの開口部に相当する。

## 特徴
虹彩は、目で色のついた部分である。中央には穴（瞳孔）があり、虹彩の中の平滑筋の働きにより、穴を大きくしたり小さくしたりして、網膜に入る光の量を調節する。ヒトの場合、虹彩の模様が個体によって違うことが知られており、このことを利用して個人認証を行なう場合がある（虹彩認証）。
また、上記とは逆に虹彩の模様から健康状態を分析する手法（虹彩分析）もある。

## 虹彩の色
虹彩の色は、メラニン色素の量で決まる。通常、「目の色」といった場合は虹彩の色を指す。ここでは、ヒトの虹彩の色について述べる。
濃褐色（ブラウン）
最もメラニン色素が多い色でもある。最も多い色であり、どんな人種にも見られる色である。個体差もあるが、アフリカ系、アジア系のヒトのほとんどは濃いブラウンで、「黒」と見られる場合も多い。日本で、「目が黒いうちに」と言われるのは、日本人のほとんどは濃いブラウンの虹彩であることに由来する。明るいブラウンのヒトも多いが、濃いブラウンほど多くはない。
青（ブルー）
世界でブラウンの次に最もありふれた色である。北部ヨーロッパなど、日照量の少ない地域に多く、特にフィンランドやリトアニアでは80%以上がこの色である。アイルランド、イギリスでも多い。その他、中東や中央アジアの高地でも見られる。アメリカ合衆国系の白人にも、高い割合で見られるが、これは移民の子孫と見るのが妥当であろう。
白人の場合、生まれた当初はブルーで、その後成長するにつれ違う色になる場合が多い。これは、生まれた当初はメラニン色素の沈着が進んでいないためである。
淡褐色（ヘーゼル）
ブラウンとグリーンが混ざった色であるが、おおむね「明るいブラウン」と見なされる色である。ブラウンに次いでメラニン色素の量が多い。中部ヨーロッパ及びスラブ系の人種に多い。少数ながら日本でも確認される。日本では南西日本の特に九州地方に偏在している。
灰色（グレー）
ブルーのバリエーションと考えられる色で、ブルーよりややメラニン色素の量が多い。やはり白人に多い。
緑（グリーン）
ケルト系、ゲルマン系、スラブ系、ハンガリー系に見られるが、数はあまり多くない。中東、中央アジアの白人にも見られる。メラニン色素の量は、ヘーゼルより少なく、ブルーより多い。

赤（レッド）と青紫（バイオレット）
フラッシュ撮影では、赤目現象が発生することがある。この現象では、フラッシュの明るい光が血管の多い網膜に直接届き、瞳孔が赤く写る。この現象が重度の先天性白皮症（アルビノ）の人々の目で起こると、大量の色素の欠如のため、虹彩も赤く写ることがある。女優のエリザベス・テイラーのように深い青の目を持つ人は、照明やメイクなどによっては紫色に見えることもあるが、「本当の」紫の目はアルビノによってのみ起こる。
虹彩異色症（オッドアイ）

極めて稀であるが、左右の虹彩の色が違う、もしくは虹彩の一部の色が異なる場合がある。これを虹彩異色症（いわゆるオッドアイ）という。